# 冯超骧
冯超骧（1880年—1911年），原名敬，字雨苍，号郁庄，福建省延平府南平县（今南平市延平区）人。

## 生平
光绪六年，冯超骧生于福州。冯超骧在南平县学考中秀才，后考入南洋水师学堂。之后转学福州马尾长门要塞炮术学堂。毕业后，冯超骧被派回闽江口炮台任职。
宣统三年（1911年），冯超骧参与黄花岗起义，力战身亡，为黄花岗七十二烈士之一。

## 纪念
现今福建省南平市延平区设有超骧社区及超骧路，以纪念冯超骧。